# Aspidium oliganthum
Aspidium oliganthum là một loài thực vật có mạch trong họ Dryopteridaceae. Loài này được (Desv.) Desv. miêu tả khoa học đầu tiên năm 1811.